# Robert Maćkowiak
Robert Maćkowiak, né le 30 mai 1970 à Rawicz, est un athlète polonais, spécialiste du sprint. Il remporte notamment le titre de champion du monde sur le relais 4 × 400 m lors des Championnats du monde de 1999 à Séville (après la disqualification tardive d'Antonio Pettigrew en 2008).
Il parvient en finale d'une course des Jeux olympiques à trois reprises : en 1996 et 2000, en terminant à chaque fois sixième du relais 4 x 100 mètres avec ses coéquipiers polonais, et en 2000, en terminant cinquième du 400 mètres individuel.